# Észak-kaukázusi Köztársaság
Az Észak-kaukázusi Köztársaság  egy rövid életű államalakulat volt a Kaukázus hegyei között. Röviddel az 1917-es oroszországi forradalmak után függetlenedett, még a Oroszországi polgárháború kitörése előtt.
Az állam területe magába foglalta a birodalom Tyereki és a Dagesztáni Határterületét, a mai Csecsenföldet, Ingusföldet, Észak-Oszétiát, Kabard-és Balkárföldet, Dagesztánt és a Sztavropoli Határterületet. Megközelítőleg 400 000 négyzetkilométert és 6,5 millió lakost foglalt magába. Fővárosa Vlagyikavkaz, Nazran, végül Bujnakszk volt.
1920-ban a Vörös Hadsereg elfoglalta, és helyén létrehozta a Hegyvidéki Autonóm Szovjet Szocialista Köztársaságot.

## Története

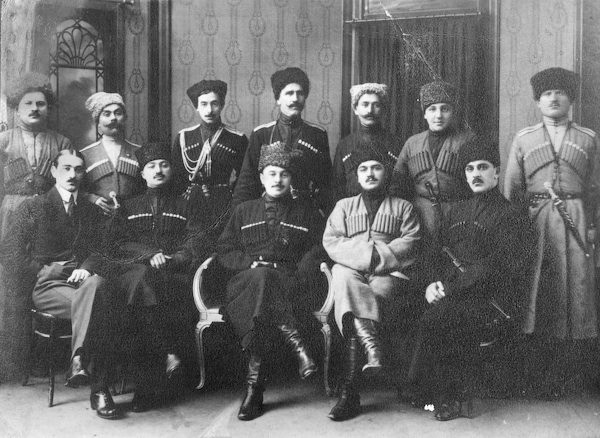
Az állam vezetői, középen Tapa Csermoeff miniszterelnök

A köztársaság kikiáltása után, márciusban tartották az első választásokat. A miniszterelnök a függetlenségi mozgalom vezetője, Tapa Csermoev lett. 1917. augusztus 5-én adták ki az ország alkotmányát, amely az 1847-es shamilra épült fel. A köztársaság függetlenségét ténylegesen 1918. május 11-én hirdették ki, a cári rendszer bukását követően, majd megalakult az ország kormánya. Röviddel ezután Abházia is csatlakozott a föderációhoz.
A köztársaságot hivatalosan az Oszmán Birodalom, Németország, Nagy-Britannia, Bulgária, Azerbajdzsán, Grúzia, a Kubáni Népköztársaság és az Osztrák–Magyar Monarchia ismerte el.

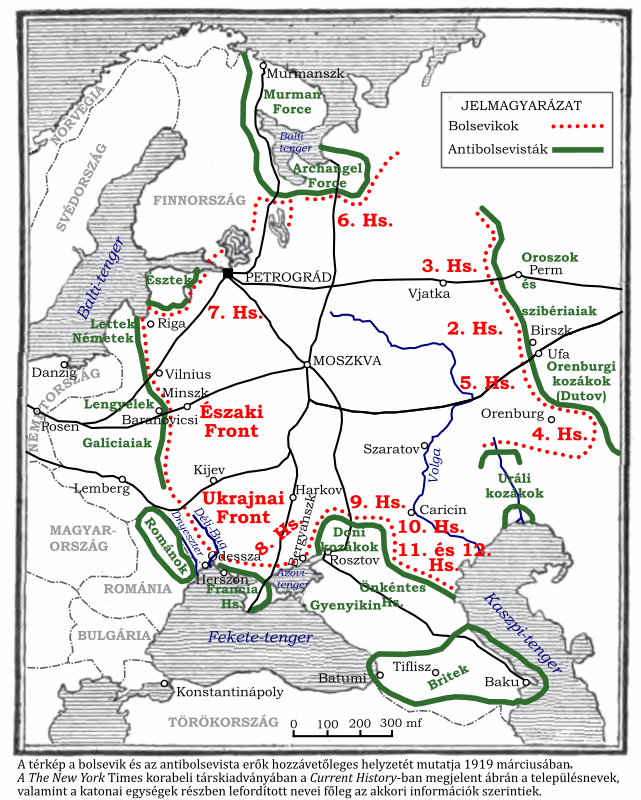
A polgárháború kezdeti szakaszán lévő hadiállások

A polgárháború alatt Gyenyikin önkéntes hadserege védte az országot. 1920 januárjában a Vörös hadsereg XI. Hadosztálya áttörte a vonalakat, és megszállta az ország nagyobbik felét. Júniusban az utolsó fehér seregek is kiszorultak, majd létrehozták a Hegyvidéki Szovjet Szocialista Autonóm Köztársaságot. 1924-ben a köztársaság kormányának tagjai emigráns kormányt hoztak létre Berlinben, de alig egy év múlva megszűnt.

## Fordítás
- Ez a szócikk részben vagy egészben  a   Mountainous Republic of the Northern Caucasus című angol Wikipédia-szócikk ezen változatának fordításán alapul.  Az eredeti cikk szerkesztőit annak laptörténete sorolja fel. Ez a jelzés csupán a megfogalmazás eredetét és a szerzői jogokat jelzi, nem szolgál a cikkben szereplő információk forrásmegjelöléseként.